# 343P/NEAT-LONEOS
Pour les articles homonymes, voir Comète NEAT.
343P/NEAT-LONEOS est une comète périodique du système solaire, découverte le 18 septembre 2003 par les programmes NEAT et LONEOS.